# حسين بكري قزاز
حسين بكري قزاز، هو رجل أعمال سعودي ومؤسس شركة حسين بكري قزاز وشركاه، حيث بدأ نشاطة في مجال العطور ومستحضرات التجميل والمجوهرات عام 1942.

## نشأته
ولد في مكة عام 1925 لأسرة ميسورة الحال، ثم درس المراحل الدراسية في مصر ، ثم عاد إلى السعودية وبدأ مسيرتة في التجارة، حيث قدرت صافي ثروته مايقارب 2.80 مليار كما ذكرت بعض المصادر .

## عالم العطور والتجميل
بدأ حسين بكري قزاز نشاطه عام 1942 بمحل صغير في مدينة مكة المكرمة، ثم نجح في أن يجعل مجموعة بيوت «قزاز» التي زاد أعدادها إلى عشرات المعارض التي تغطي جميع أنحاء السعودية. ويعتبر قزاز من أكبر بيوت التسوق في السعودية، حيث يضم جميع متطلبات الرفاهية من ذهب ومجوهرات وساعات وإكسسوارات الأزياء وعطور وملابس رجالية وأقمشة وملابس نسائية. وحصل قزاز على وكالات 48 ماركة عالمية من الساعات الفاخرة التي تضم كارتييه، رادو، موسيرو، غوتشي، تاج هويير، أوميجا، موفادو، بريتلنج، بوم آند ميرسييه، ستيزن، وبولوفا. وتعتبر شركة حسين قزاز واحدة من أكبر وأعرق المؤسسات السعودية في مجال تسويق وبيع العطور ومواد التجميل والاكسسوارات والساعات والمجوهرات والتحف الفضية والكريستال والأزياء والمنتجات الجلدية والهدايا وغيرها.

## وصلات خارجية
- حسين بكري قزاز - صحيفة البلاد
- حسين بكري قزاز - مجلة عربيات الدولية
- - موقع أريبيان بزنس
- - مجلة هي